# 横濱ゲートタワー

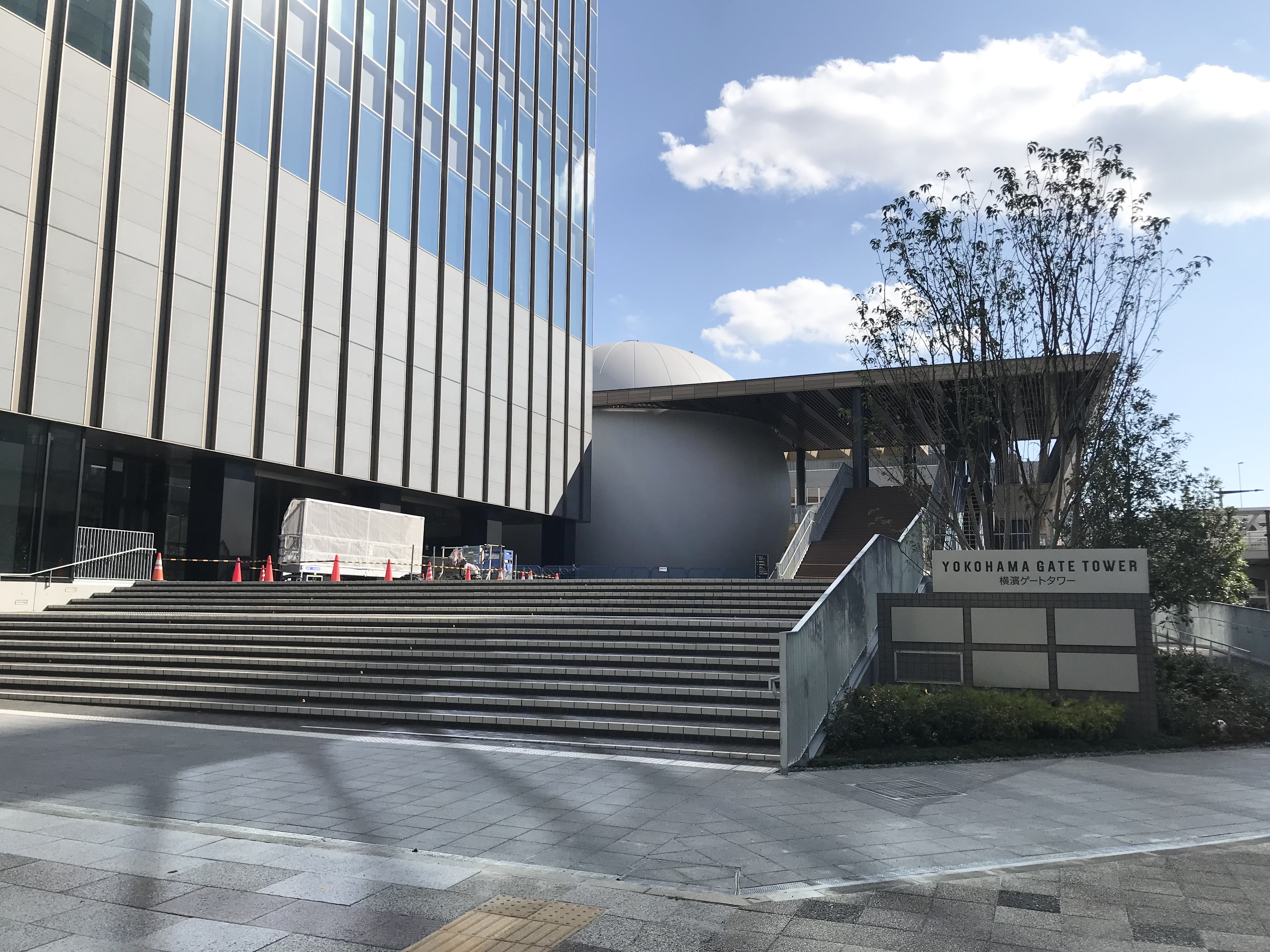
北西側のメインゲート、奥にはプラネタリウムが見える（2021年10月15日）

横濱ゲートタワー（よこはまゲートタワー）は、神奈川県横浜市西区高島にある超高層複合オフィスビル。設計・施工は鹿島建設。低層部にはプラネタリウムも併設されている（詳細は後節）。

## 概要
横浜市が2017年1月から実施していた「みなとみらい21中央地区58街区」の開発事業者公募で、同年10月に鹿島建設（代表企業）と住友生命保険、三井住友海上火災保険の3社による事業提案が選定された。その後、2019年4月3日に着工し、2021年9月末に竣工を迎えた。なお、同年10月よりシェアオフィスなど一部テナントが順次オープンしている（後節参照）が、ビル全体のグランドオープン（正式開業）は2022年3月で、後述のプラネタリウム「コニカミノルタプラネタリアYOKOHAMA」が開業する3月24日から3日間、「まちびらきイベント」が開催された。
高層部のオフィスエリアのうち11フロア（5〜15階）には、2022年5月にいすゞ自動車の本社および一部関連会社が移転した。また、当ビルの機能として賃貸オフィスだけでなく、インキュベートオフィス・ラウンジやカンファレンス施設なども導入し企業の創造性・生産性の向上、新しいワークスタイルの提案・実現に取り組んでいるほか、低層部にはプラネタリウムを併設するなどにぎわい空間の形成が図られている。
2021年7月には前述の当開発事業者3社とSDGs未来都市に選定されている横浜市が連携協定書を締結し、イノベーションの創出やSDGsの達成に向けた取り組みなどを協働で進めていくこととなった。その一環として、関内駅周辺の横浜第一有楽ビルに2018年1月に開設した「ヨコハマSDGsデザインセンター」が2021年12月、当ビル内（3階）に移設された。
当ビルはみなとみらい地区の歩行者動線「キング軸」の西端に位置しており、軸に面する南側（57街区〈みなとみらい本町小学校〉との間）では当ビル開発の際に新たな歩行者空間が整備された。また当ビル南側には低層棟「テラスモール」（3層あり2階部分はデッキ）も整備され、最上部の3階には屋上庭園「アーバンテラス」（オープンスペース）が設けられている。さらにテラスモールのデッキは2階レベルで国道1号（上部には首都高速横羽線の高架）を超えて高島二丁目地区方面にアクセスする「高島二丁目歩道橋」とも接続している（将来的には横浜駅東口方面へデッキレベルでアクセス可能となる計画、詳細は後節）。
災害時等の対応・環境対策
地域の防災拠点として、災害時などにおける帰宅困難者の一時待機スペースを確保するほか、防災備蓄倉庫やマンホールトイレなども設置。環境分野においても一次エネルギーの消費低減（目標：年間低減率約30%以上）を図り、CASBEE横浜のSクラス取得を目指している。
国や自治体の支援措置認定
国土交通省は都市再生特別措置法に基づく民間都市再生事業計画認定制度において、事業者から申請のあった当ビルの開発計画を2018年9月に認定。また、当ビルのオフィス賃貸事業（鹿島建設）は2021年3月、横浜市の企業立地促進条例に基づく事業計画に認定された（当ビル内オフィステナントの個別の事例では、いすゞ自動車および関連会社のいすゞリーシングサービスの本社移転、三井住友海上火災保険の事務所新設も同条例に基づく事業計画に認定されている、後節参照）。

## 入居テナント

### オフィスフロア（5-21F）
- いすゞ自動車（5-15F〈11フロア〉[6][14]） - 2022年5月に東京都品川区から本社を移転[15][16][17][18][19][20]。また、いすゞリーシングサービスやいすゞシステムサービス、いすゞA&Sなど一部関連会社も移転している[14][15][16][17]（いすゞ自動車[32]およびいすゞリーシングサービス[33]の本社移転は、市の企業立地促進条例に基づく事業計画に認定）。就業人数は本社勤務約1,000人と関連会社の社員らも含めて2,500人規模を想定[16][17]。
- 三井住友海上火災保険（21F） - 当開発の事業者でもある同社が、神奈川県と静岡県の地域本部・営業店などを集約した事務所を新設（市の企業立地促進条例に基づく事業計画に認定）[34]。
- ピーシーデポコーポレーション（19F） - 2022年2月に横浜市港北区新横浜から本社（本店）を移転[35][36]。
  - (子会社) イージェーワークス（18F） - 2022年1月末に同じく新横浜から本社を移転[37]。

### 低層部テナント（1-4F）
低層部（1〜4階/低層棟「テラスモール」上および下部含む）には商業テナント（店舗）、カンファレンス・シェアオフィス、クリニックモールなどが入る。また、みなとみらい地区内に点在するパブリックアートを紹介する「ART START（アートスタート）」も設置されている。詳細は当ビル公式サイト内の「FLOOR GUIDE」および「FACILITY」を参照。
なお、プラネタリウム関連の施設については後節の#併設施設を参照のこと。
商業テナント等（1-2F）
飲食・物販店舗・サービス・歯科などが入居している。
1F

- ドトールコーヒー（カフェ/2022年4月オープン）
- アースベーカリー（ベーカリー&カフェ/2024年4月オープン）
- 舎鈴（中華蕎麦・つけ麺/2023年6月オープン）
- ミスタージェントルマン（ダイニング居酒屋/2024年10月オープン）
- ピーシーデポスマートライフ（PC・モバイルサポート/2023年6月移転オープン）
- GOLFTEC by GDO（ゴルフレッスン/2022年7月オープン）
- エス歯科クリニック（歯科/2022年8月開院）

2F

- 私家菜館・福（中国料理/2023年2月オープン）
- セブン-イレブン（コンビニ/2021年11月オープン）
- そうごう薬局（調剤薬局/2022年1月オープン）
- フォーセンス（エス歯科クリニックの歯科技工所/2025年1月開設）

保育所（2F）
2階に保育所の設置も計画されていたが、2022年3月の開業時点では未設置。
カンファレンス・シェアオフィス（3F）
東急不動産の子会社であるライフ&ワークデザインが運営。カンファレンス・シェアオフィス（レンタルオフィス）・コワーキングスペースを備える。
- ビジネスエアポート横浜（会員制シェアオフィス・コワーキングスペース/2021年10月オープン）
  - 併設：BAカンファレンスセンター横浜（貸会議室）

クリニックモール（4F）
クリニックモール「そうごうメディカルモール横濱ゲートタワー」内に2022年1月より順次オープン。内科や婦人科、健診・人間ドック施設などが入っている。
- 横濱ゲートタワー内科（内科/2022年1月開院）
- かなこレディースクリニック（産婦人科・女性内科/2022年2月開院）
- 横浜東口メンタルクリニック（心療内科・精神科/2022年4月開院）
- 総合健診センター ヘルチェック横濱ゲートタワー（健診・人間ドック/2022年2月オープン）

## 併設施設
当ビルには以下のプラネタリウム施設が併設されている（南側の低層棟「テラスモール」2階に入口を設置）。

### コニカミノルタプラネタリアYOKOHAMA
コニカミノルタプラネタリウムによる国内5館目の直営プラネタリウムで、有楽町マリオン内に開設されている「コニカミノルタプラネタリアTOKYO」の姉妹館となる。2022年3月24日開館。座席数は約170席。
主流のプロジェクション方式（スクリーン投影方式）ではなく、同社が名古屋のイオンモール Nagoya Noritake Garden 内に2021年10月開設した「コニカミノルタプラネタリウム満天NAGOYA」に続き、国内2館目となるLEDドームシステム（DYNAVISION-LED：自発光LED素子により高輝度・高色域を実現）を採用している。
また、館内にはカフェ「Cafe Planetaria」やギフトショップ「Gallery Planetaria」も併設している。
館内の画像

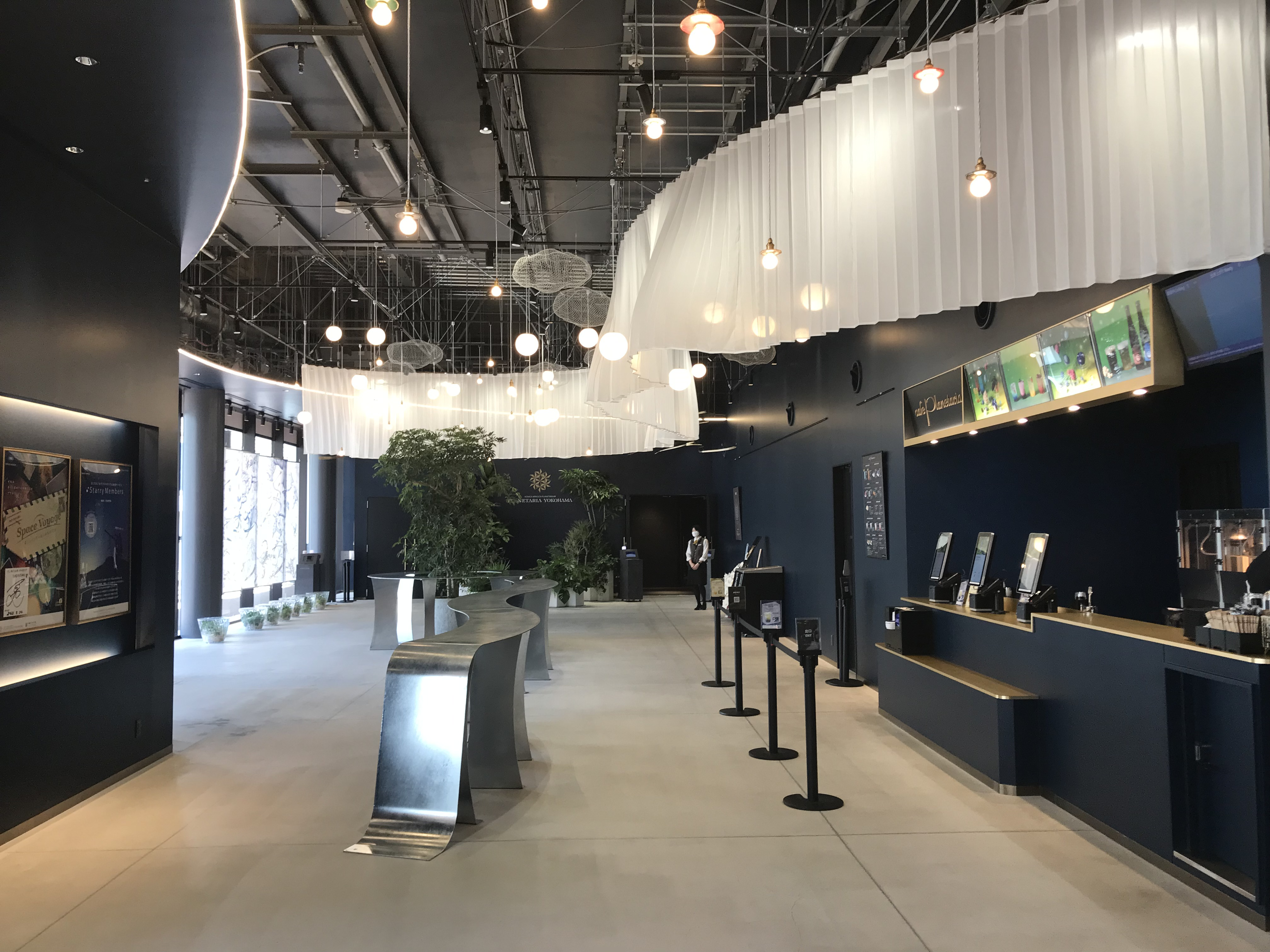
ロビーとカフェ「Cafe Planetaria」 （2022年4月12日）
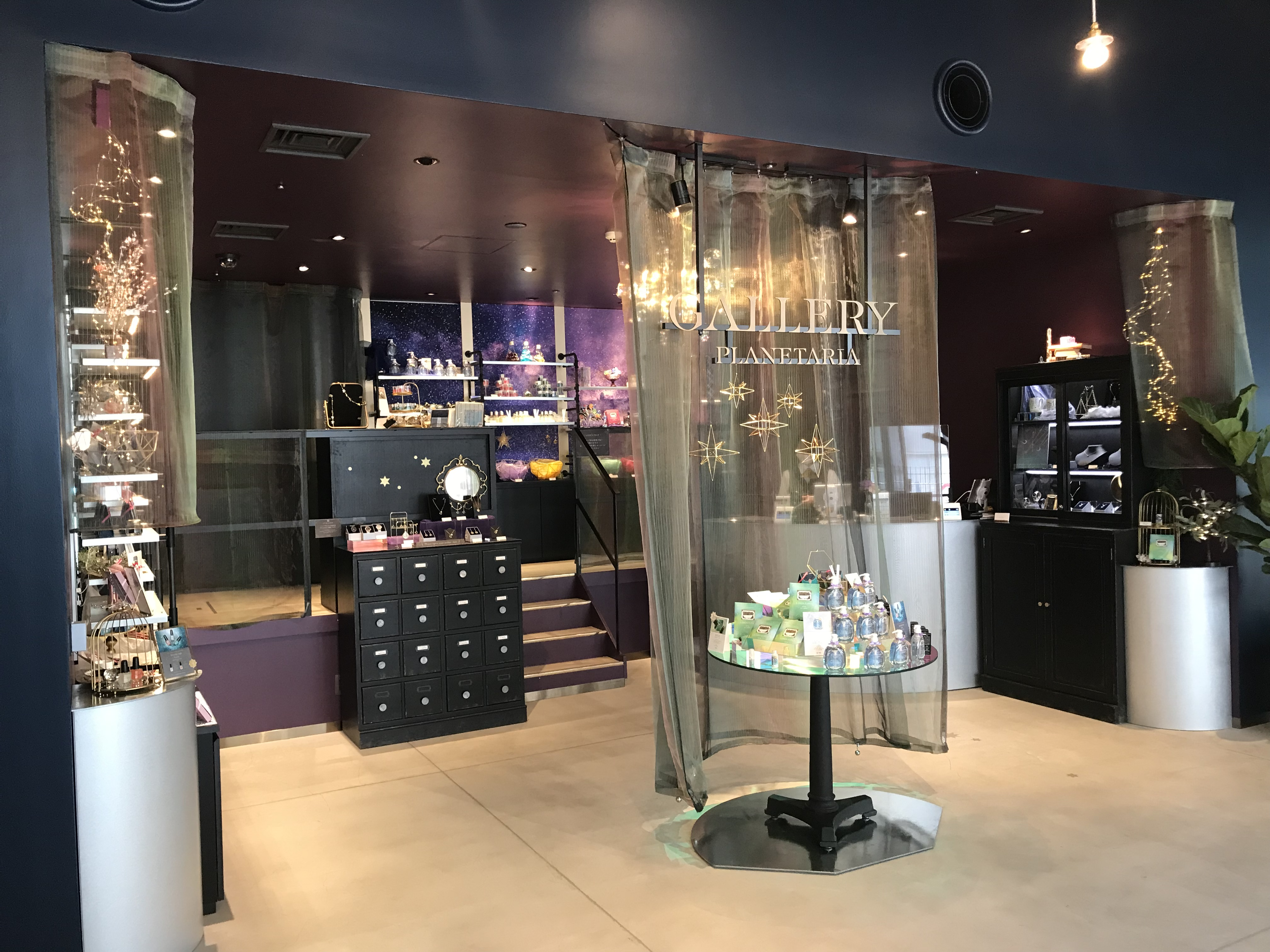
ギフトショップ「Gallery Planetaria」 （2022年4月12日）

外観の画像

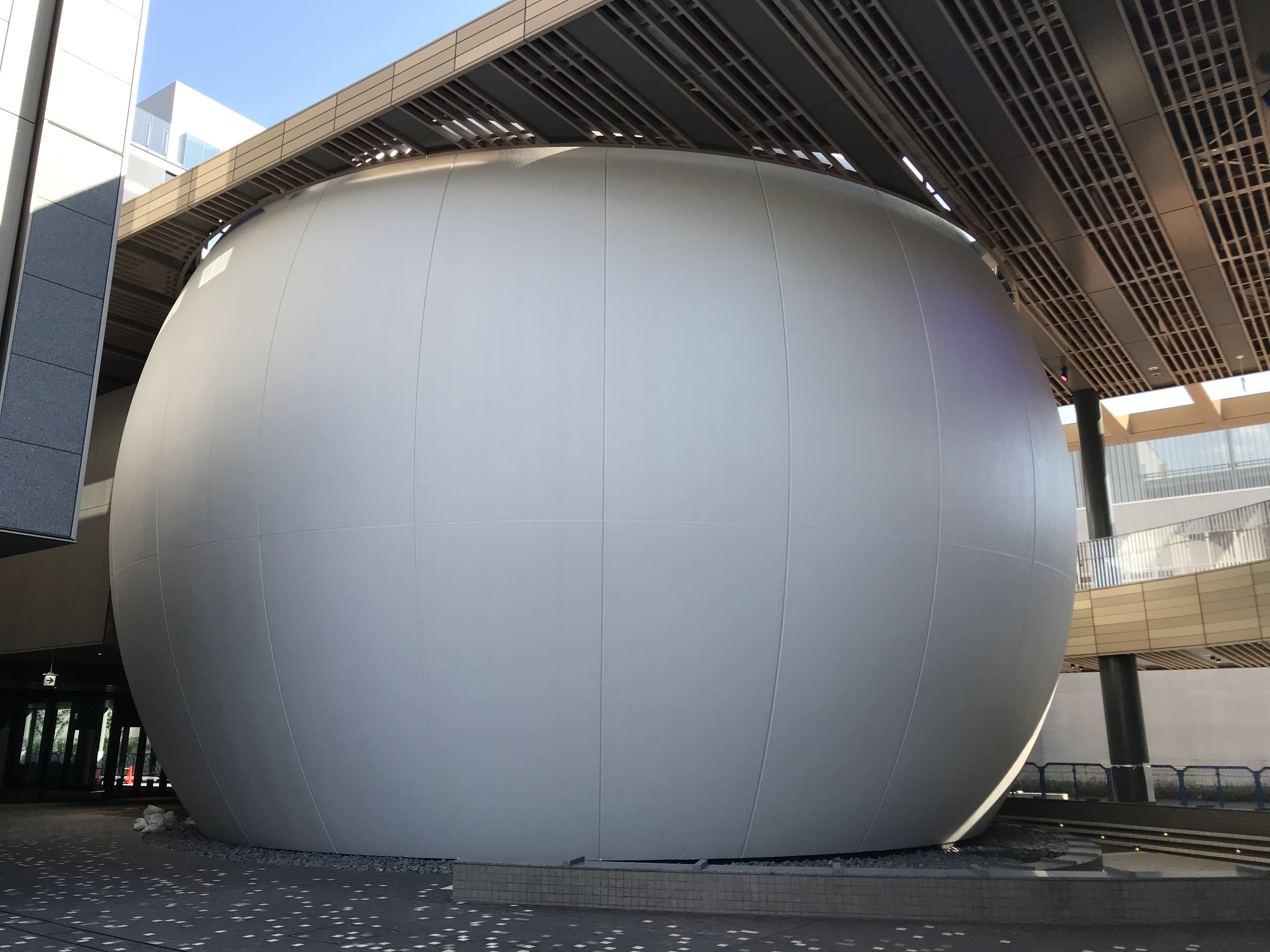
プラネタリウムのドーム （2021年10月15日）
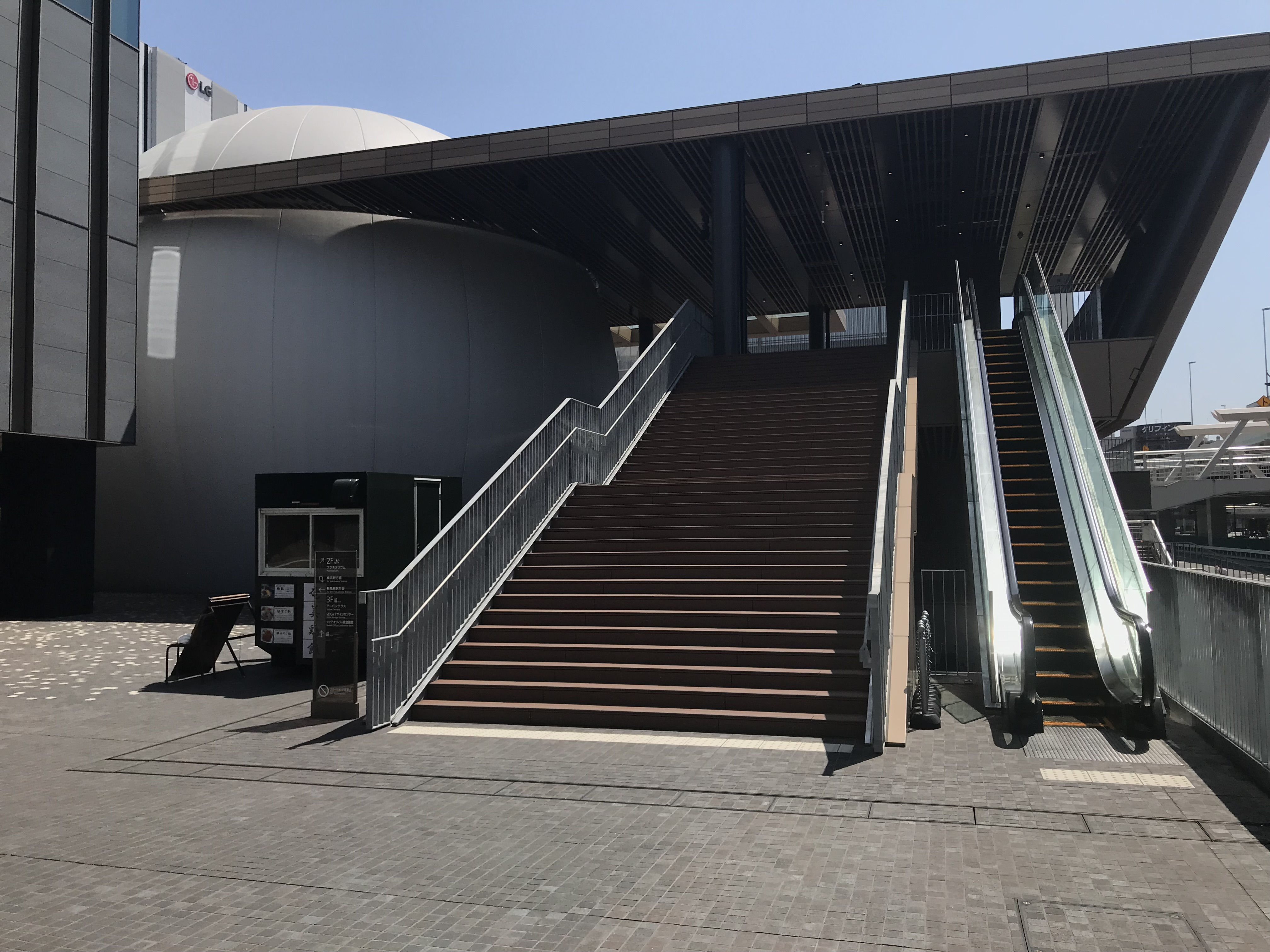
当ビル北西側のメインゲート方向からプラネタリウムの入口があるテラスモールのデッキ2階に上る階段とエスカレーター （2022年4月12日）
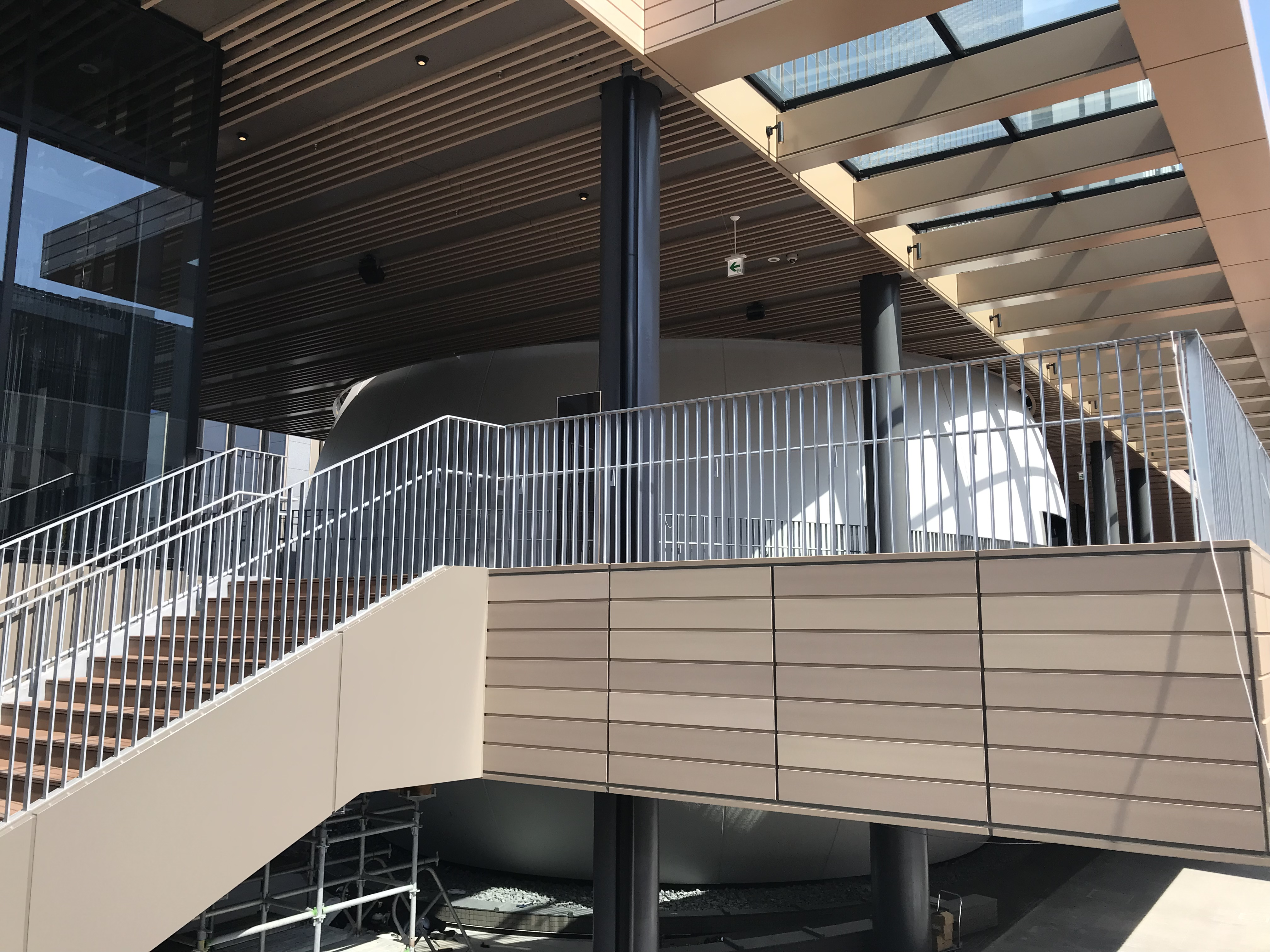
南西側の高島二丁目歩道橋から同デッキ2階に接続している （2021年10月5日）
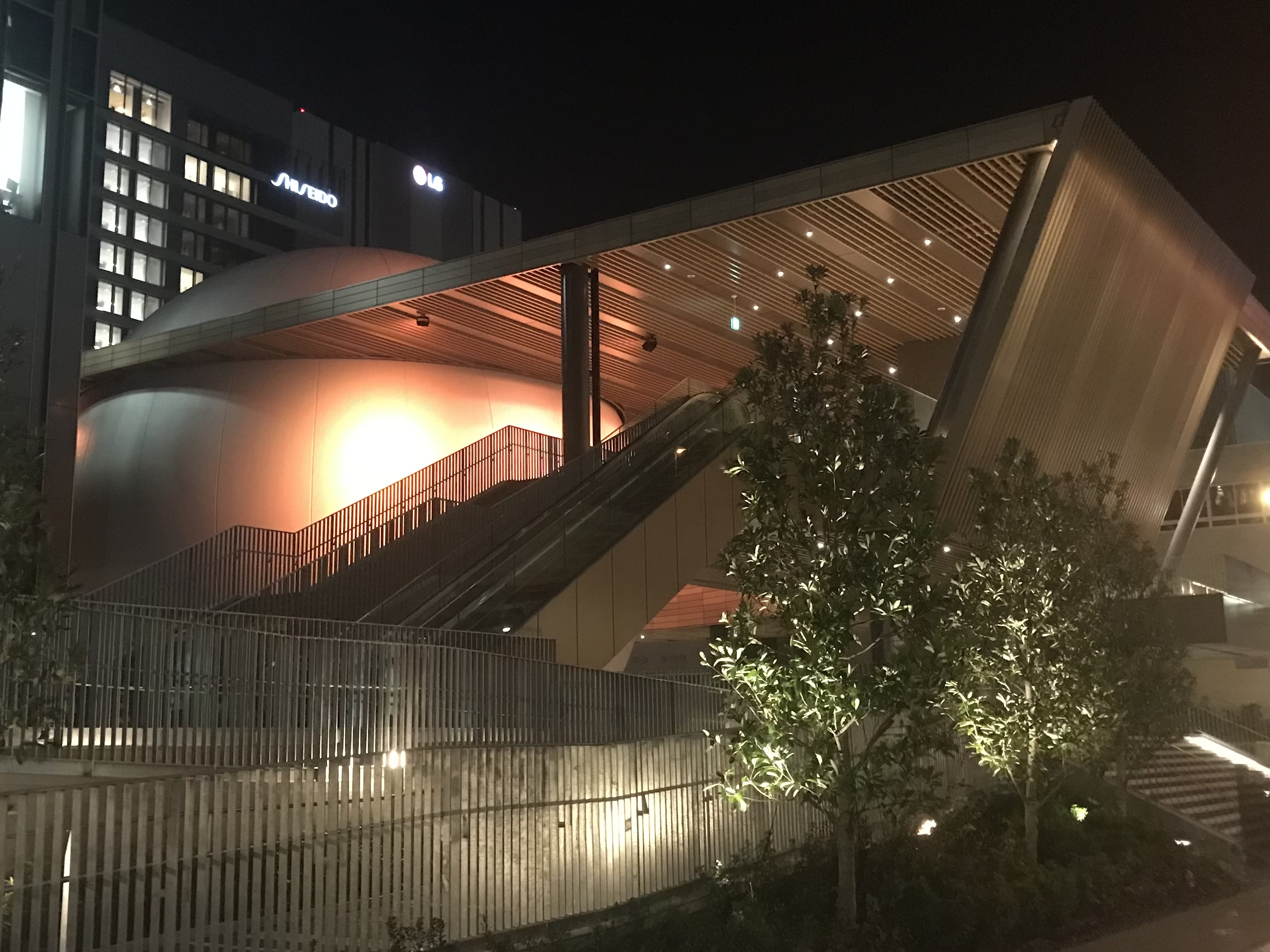
ドームのライトアップ、時間などにより色が変化する（2021年10月28日）
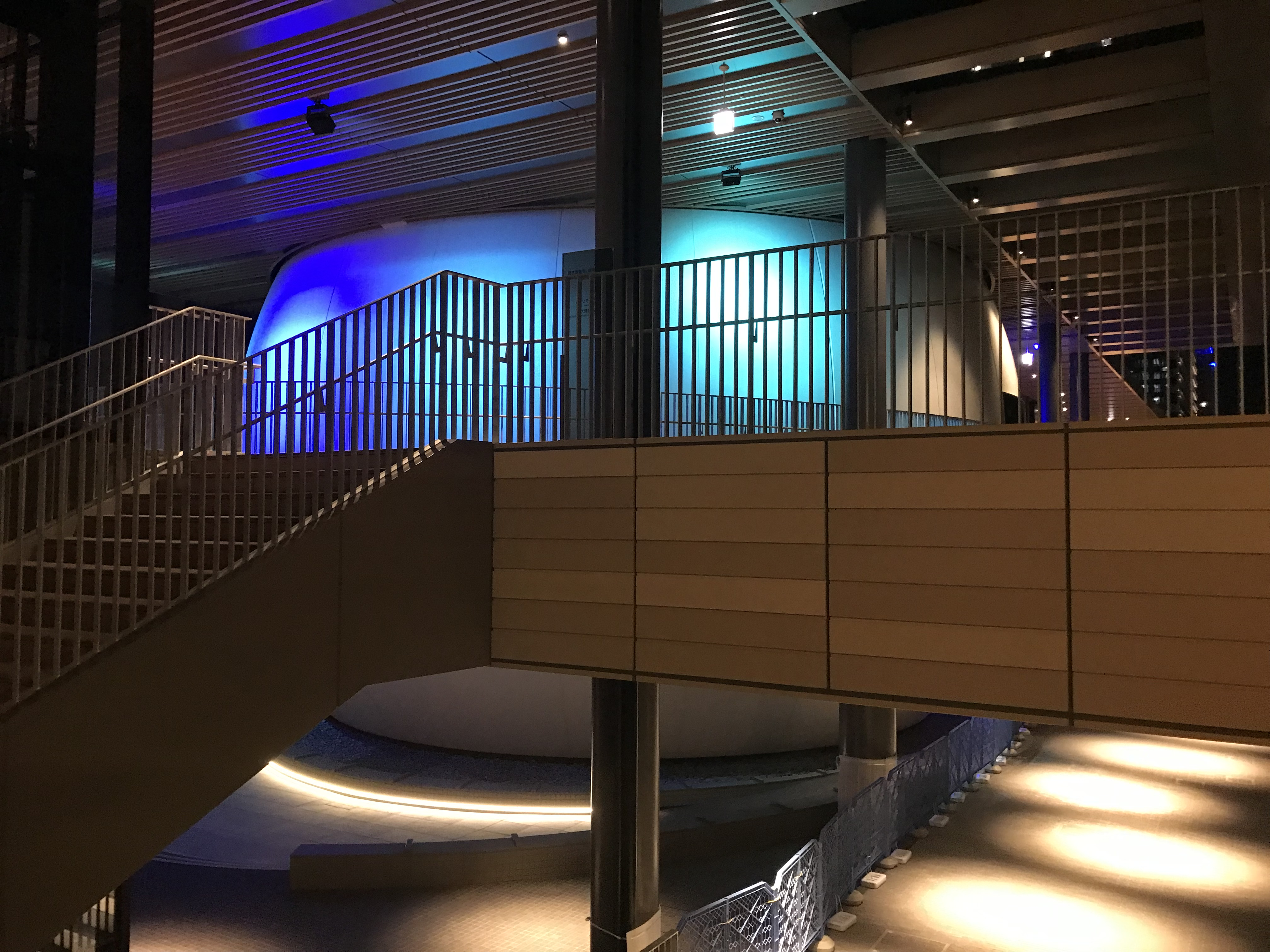
ライトアップが青色に変化した様子（2021年10月29日）
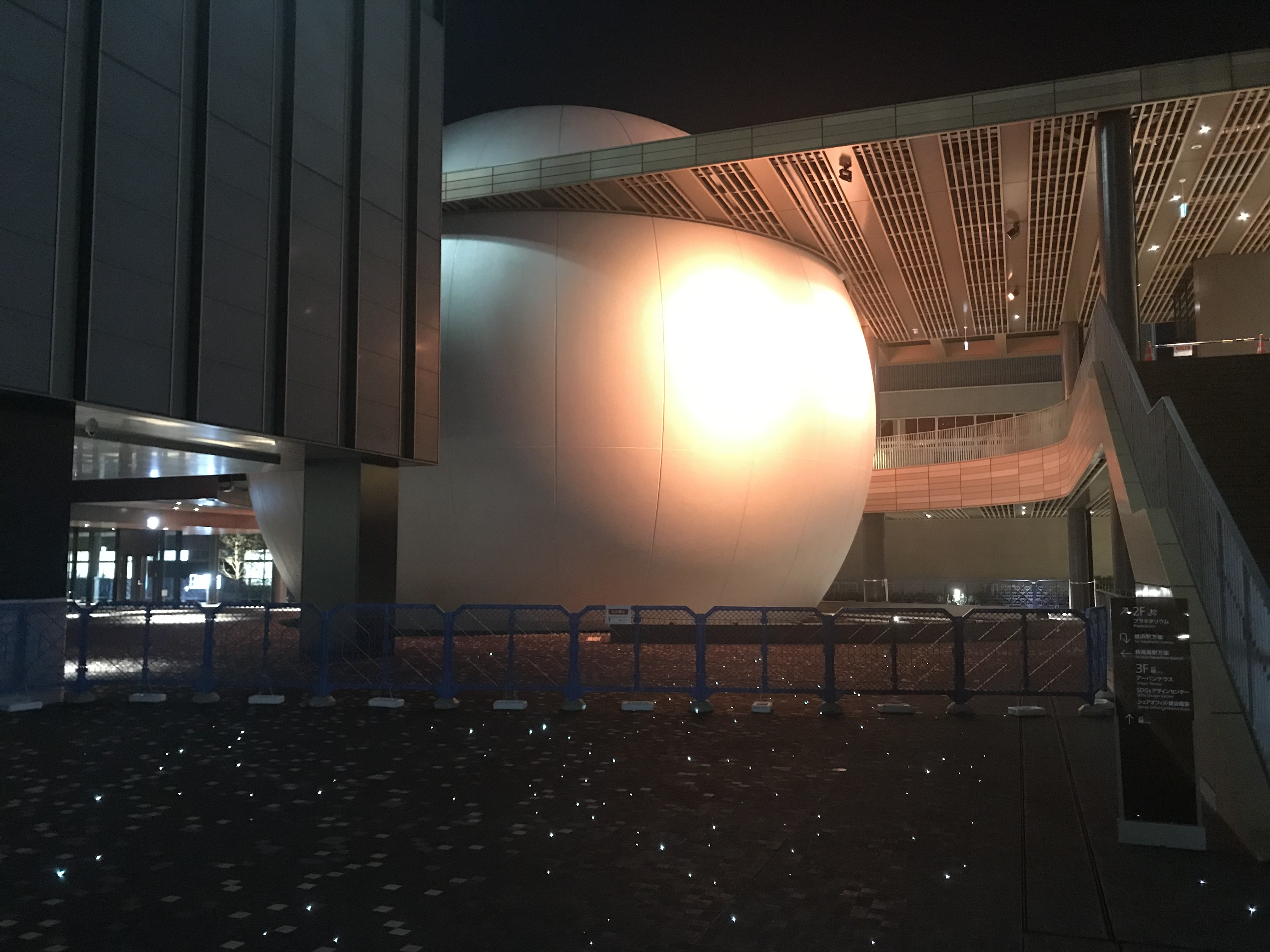
同じくドームのライトアップを当ビル北西側メインゲート内のスペースより撮影、地面にも光の粒が散りばめられている（2021年10月28日）

## アクセス
当ビル公式サイト内の「ACCESS」も参照。
公共交通機関（鉄道）
- みなとみらい線
  - 新高島駅（1:高島口）より徒歩約1分
  - みなとみらい駅（1:グランモール口）より徒歩約10分

- JR横浜駅
  - 中央通路より徒歩約6〜9分（東口地下街ポルタのG出口または高島二丁目歩道橋、みなとみらい歩道橋などペデストリアンデッキ経由）
  - 東口地下街ポルタのG出口より徒歩約3分

自動車
- 首都高速神奈川1号横羽線（第三京浜方面）のみなとみらい出入口より約1.5㎞（約3〜5分）

## その他

### 歩行者デッキによる周辺地区との接続
当ビルはみなとみらい地区の歩行者動線「キング軸」（臨港パークの潮入りの池から一直線に整備）の西端に位置している。また当ビル南側の低層棟「テラスモール」のデッキは、2階レベルで国道1号（上部には首都高速横羽線の高架）を超えて高島二丁目地区方面にアクセスする「高島二丁目歩道橋」とも接続している。一方、横浜駅周辺大改造計画「エキサイトよこはま22」における同駅みなみ東口地区（ステーションオアシス地区）の再開発に関連した整備計画では、同地区より現在の万里歩道橋を経由して高島二丁目地区まで歩行者デッキを整備する計画もある。
このデッキが完成すると横浜駅東口方面から当ビルまでデッキレベルでのアクセスが可能となり、当ビルはその名の通りみなとみらい地区における西側玄関口（ゲート）の役目を果たすことになる。

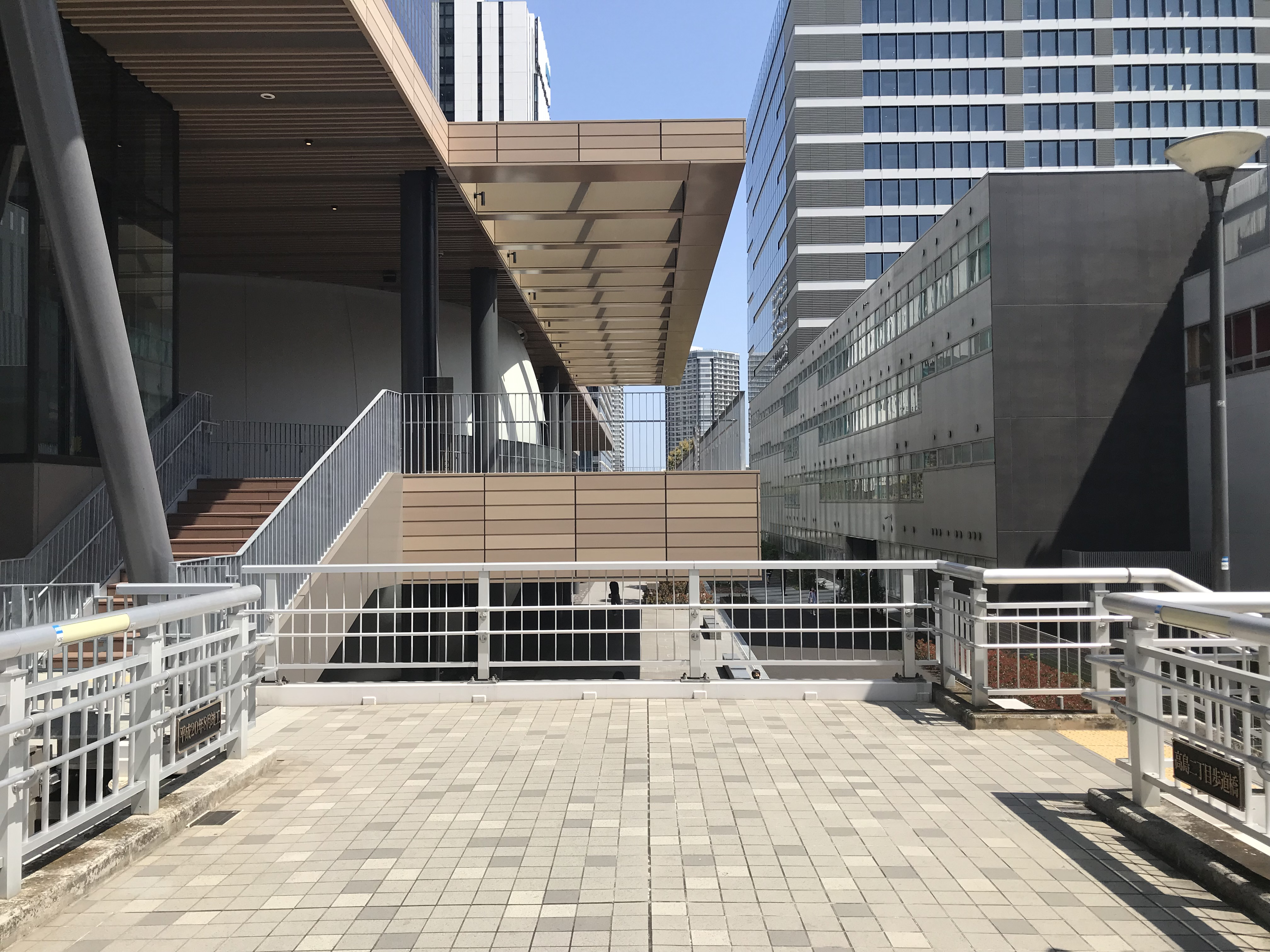
高島二丁目歩道橋（手前）から当ビルのデッキ方面を見る （2022年4月12日）
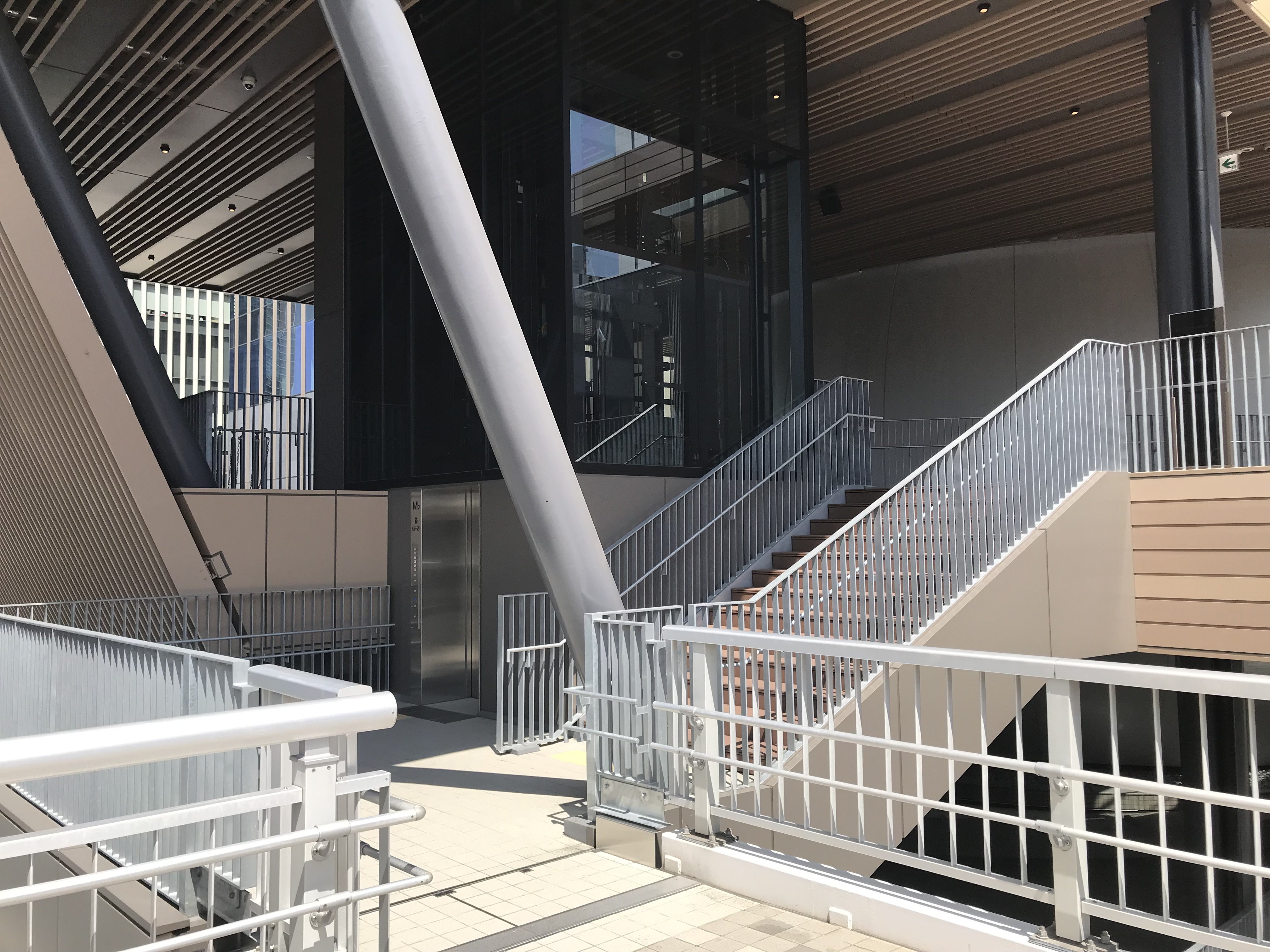
高島二丁目歩道橋のエレベーターが当ビルデッキ接続部に新設された （2022年4月12日）
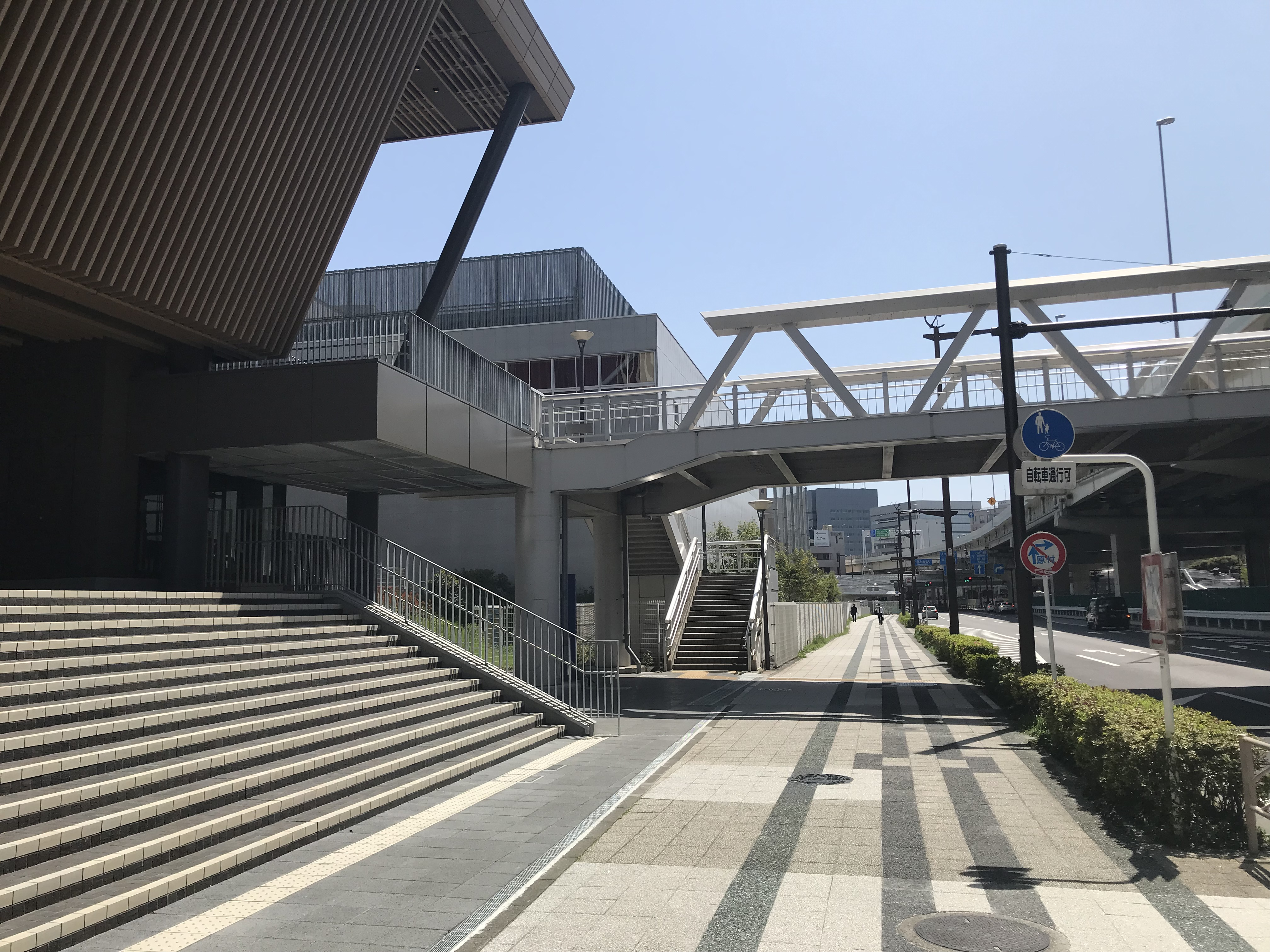
高島二丁目歩道橋と当ビルデッキの接続部（2022年4月12日）
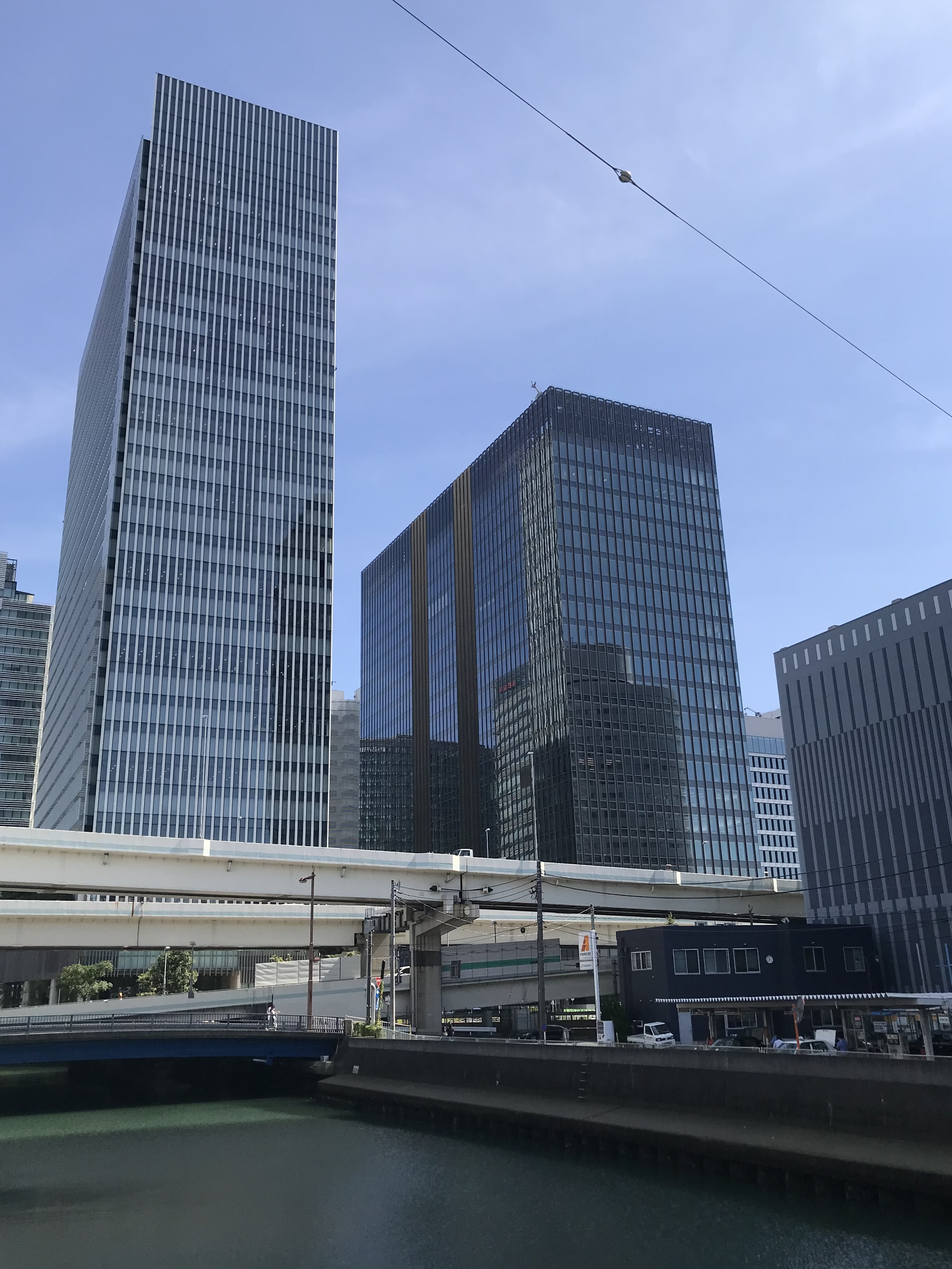
横浜駅東口方面の万里橋より当ビルと横浜三井ビルディングを撮影 （2021年10月5日）

### 当ビル建設現場におけるDX・ロボット化の推進
鹿島建設が2018年11月に掲げた「スマート生産ビジョン」のモデルケースとして、当ビル建設現場においてITを活用したDXやロボット化を推進。遠隔管理と作業ロボットの導入を積極的に進めている。
現場事務所の会議室には壁一面にモニターが並び、現場の映像のほか3D図面に作業員や資機材のリアルタイム配置情報（3D K-Field）も表示。さらに溶接・耐火被覆などの危険作業や清掃をこなすロボットを導入するなど省人化や無人化が図られている。
なお、当現場での最新技術による成果は、他の建設現場でも可能なものから順次導入が進められている。また、2021年9月には清水建設、竹中工務店など共に建設施工ロボットやIoT分野での技術連携を目指す「建設RXコンソーシアム」を立ち上げている。

### 当街区におけるかつての計画
当街区を含む55〜58街区の計4街区（約4.1ヘクタール）では、セガによりオフィス（本社機能の一部移転）や複合娯楽施設（劇場、シネコン、屋内型パーク、ホテルなど）の開発が2006年までに計画されていた。2008年秋の着工と2011年の竣工・オープンを目指していたが、同社およびセガサミーホールディングスの財政悪化を理由に着工前の2008年3月、開発の中止が発表された。
横浜市では上記の計画中止後もこれらの街区の開発方針として「エンターテインメント施設」を集積する方針をしばらく掲げていたが、その後は60〜62街区において「観光・エンターテインメント」を軸とした街づくりを行う方針に変更している。

## ギャラリー
当ビルの外観

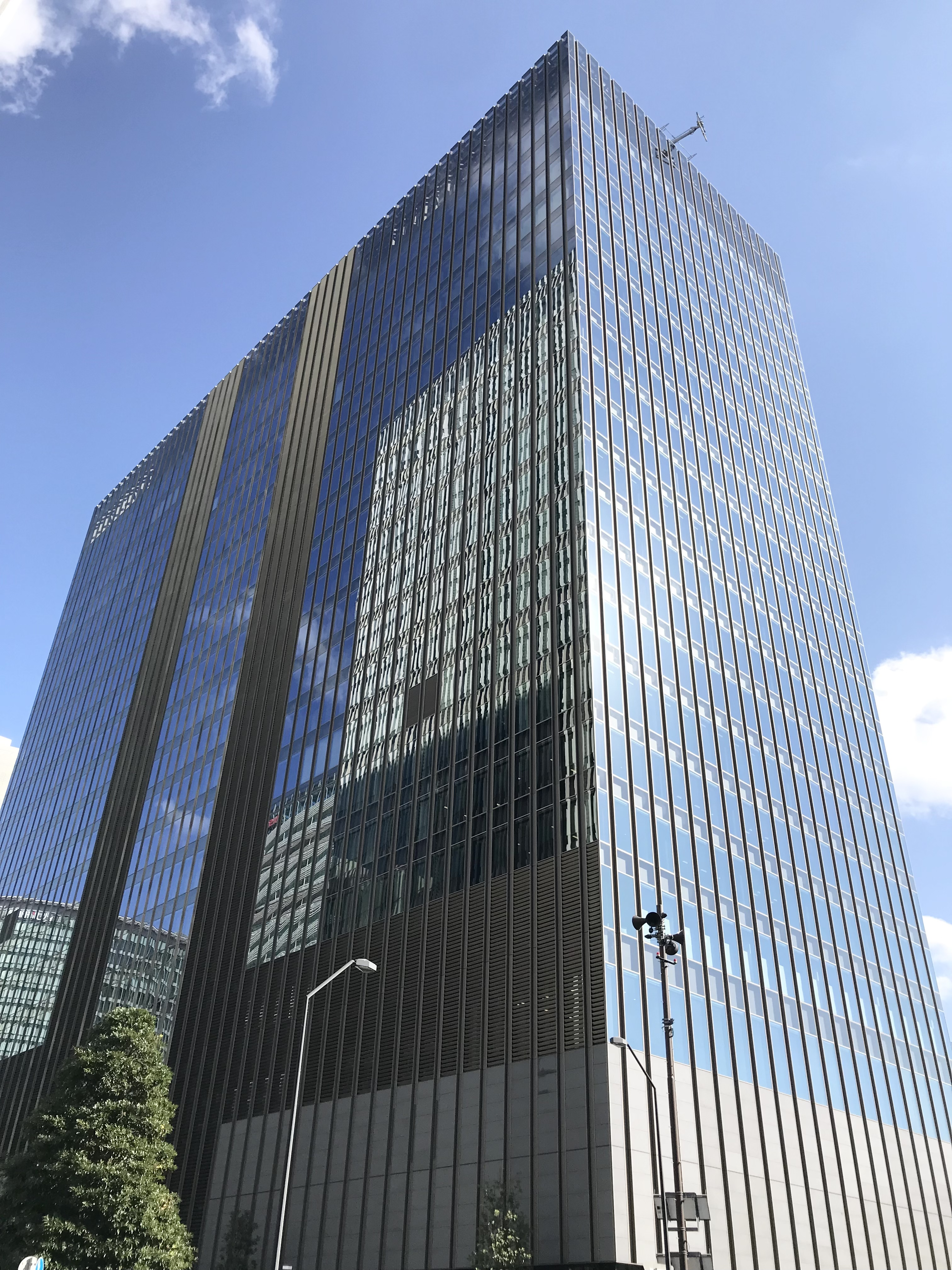
メインゲートがある北西側 （2021年10月15日）
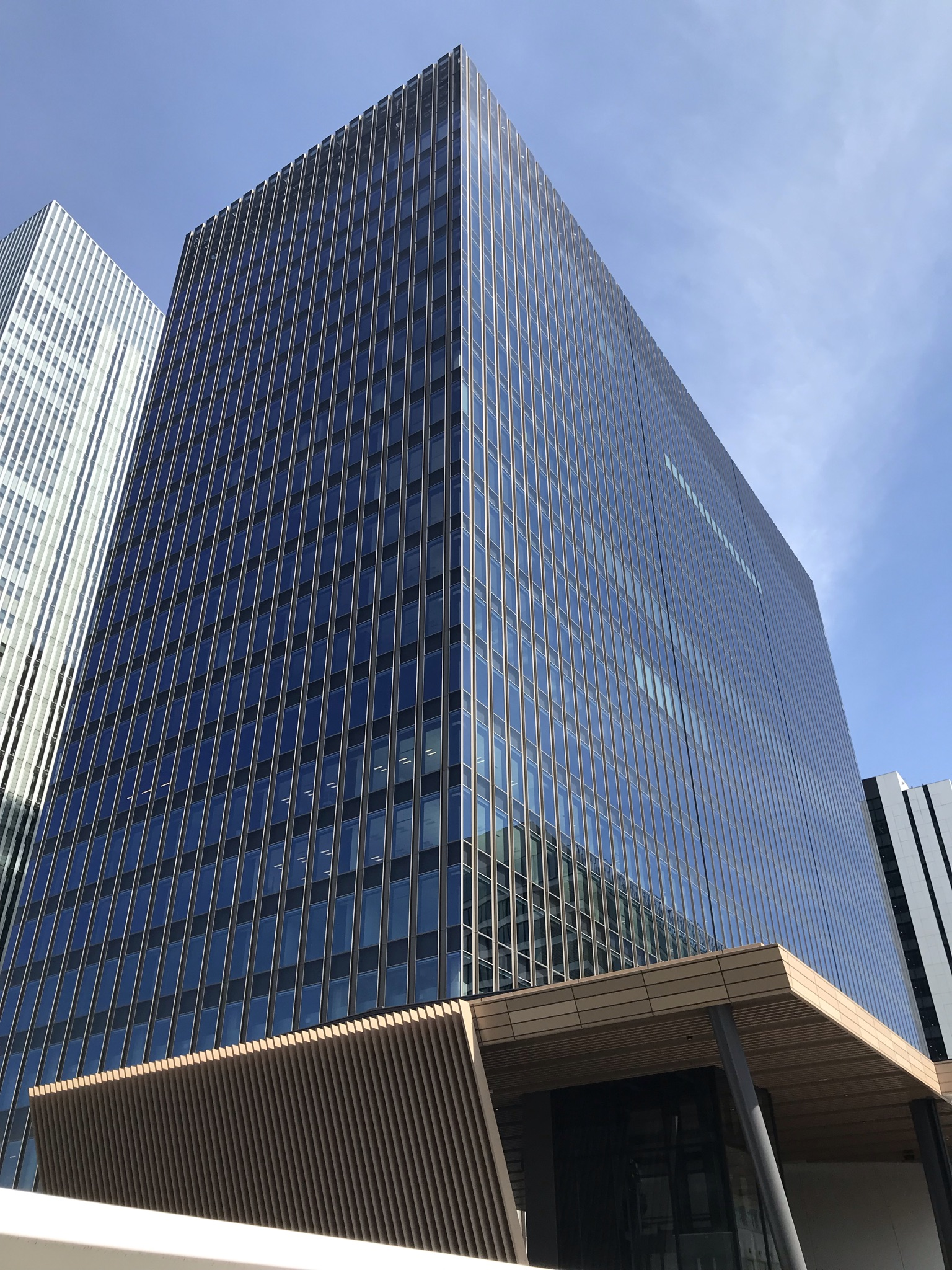
南西側、高島二丁目歩道橋より撮影 （2021年10月5日）
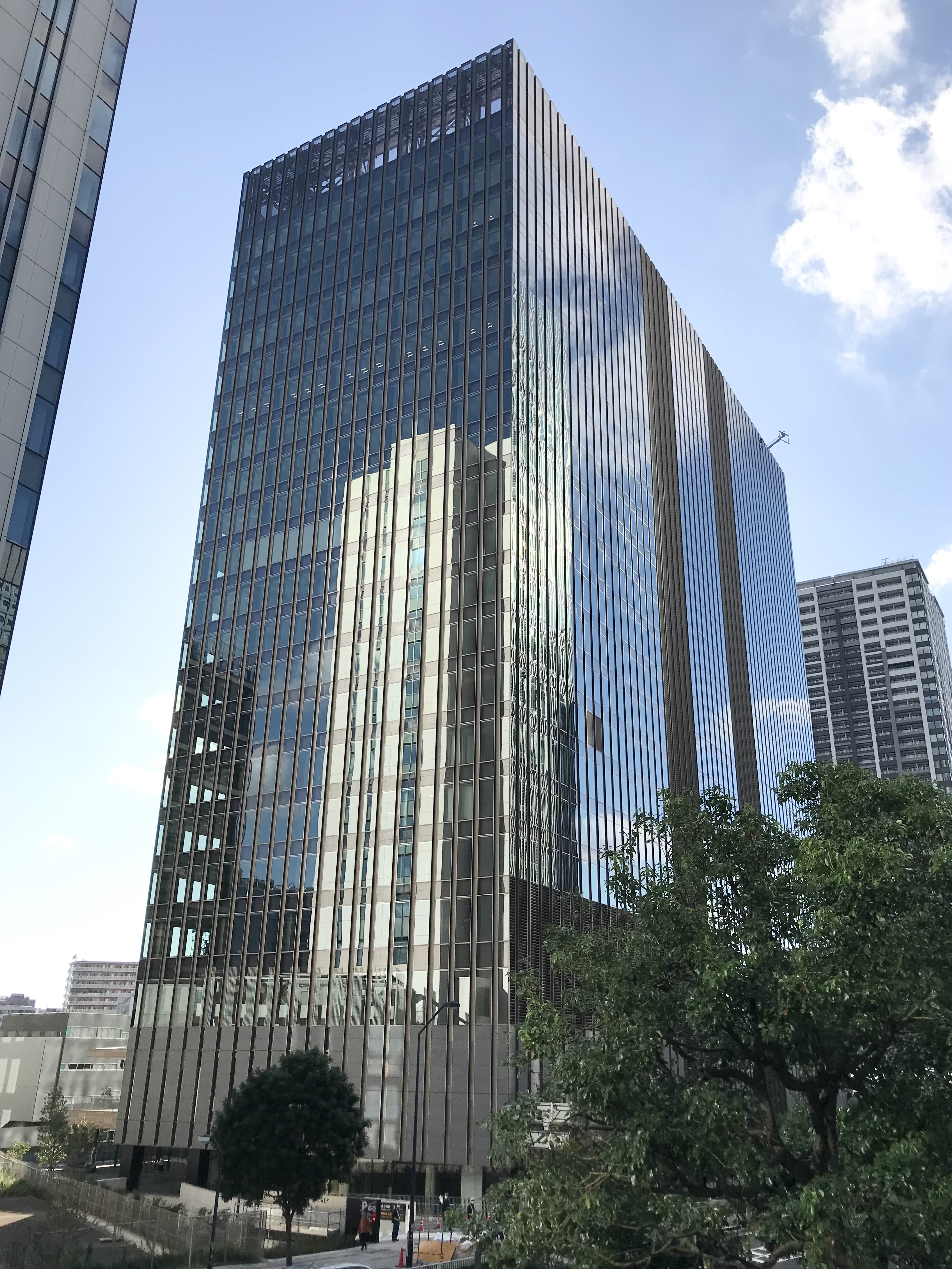
北東側、みなとみらい歩道橋より撮影 （2021年10月15日）
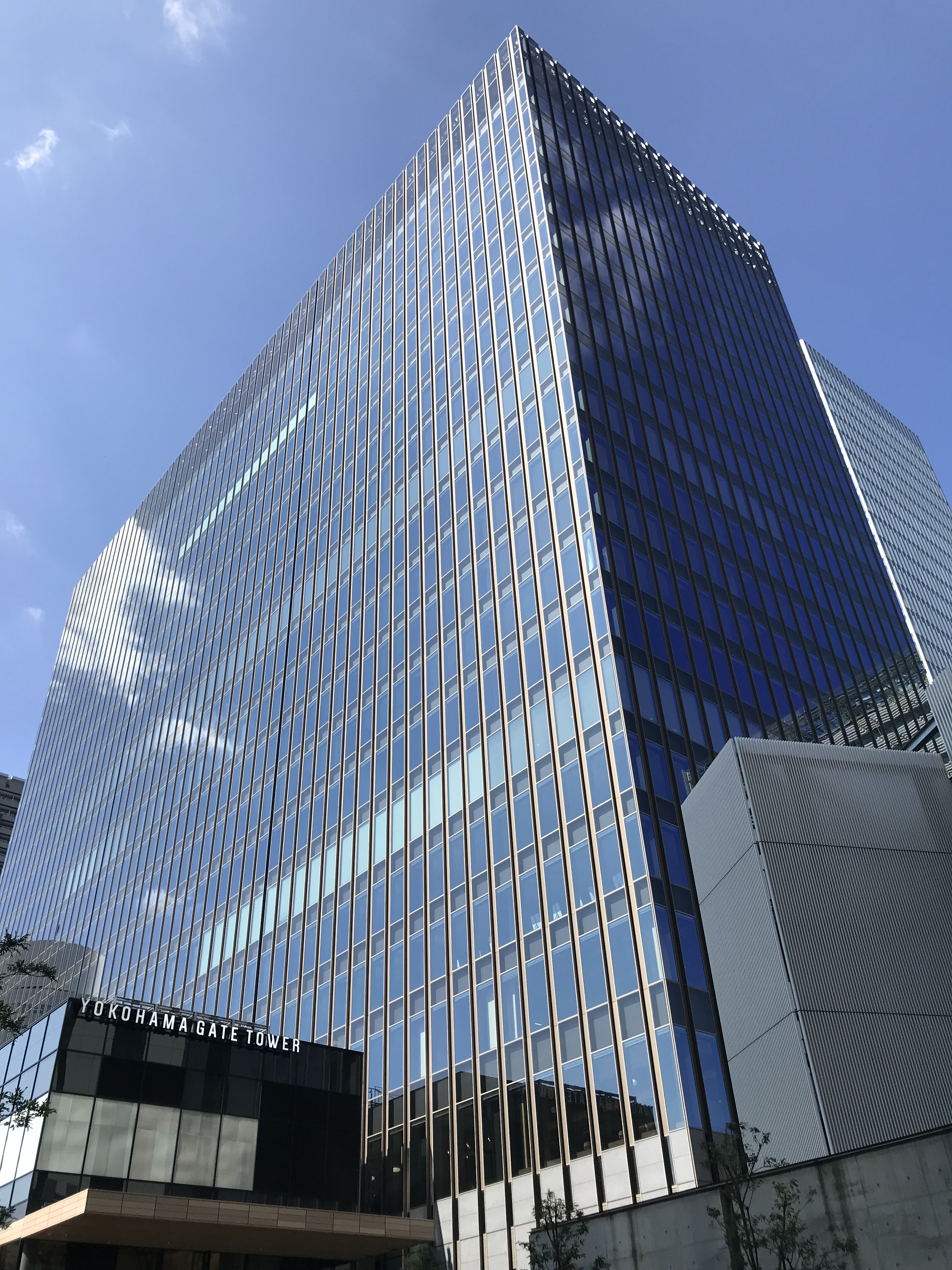
南東側、京急グループ本社と資生堂グローバルイノベーションセンターの間のスペースより撮影、頭頂部付近は夜間にライトアップされる（2021年10月5日）

当ビルの低層棟「テラスモール」とキング軸の動線

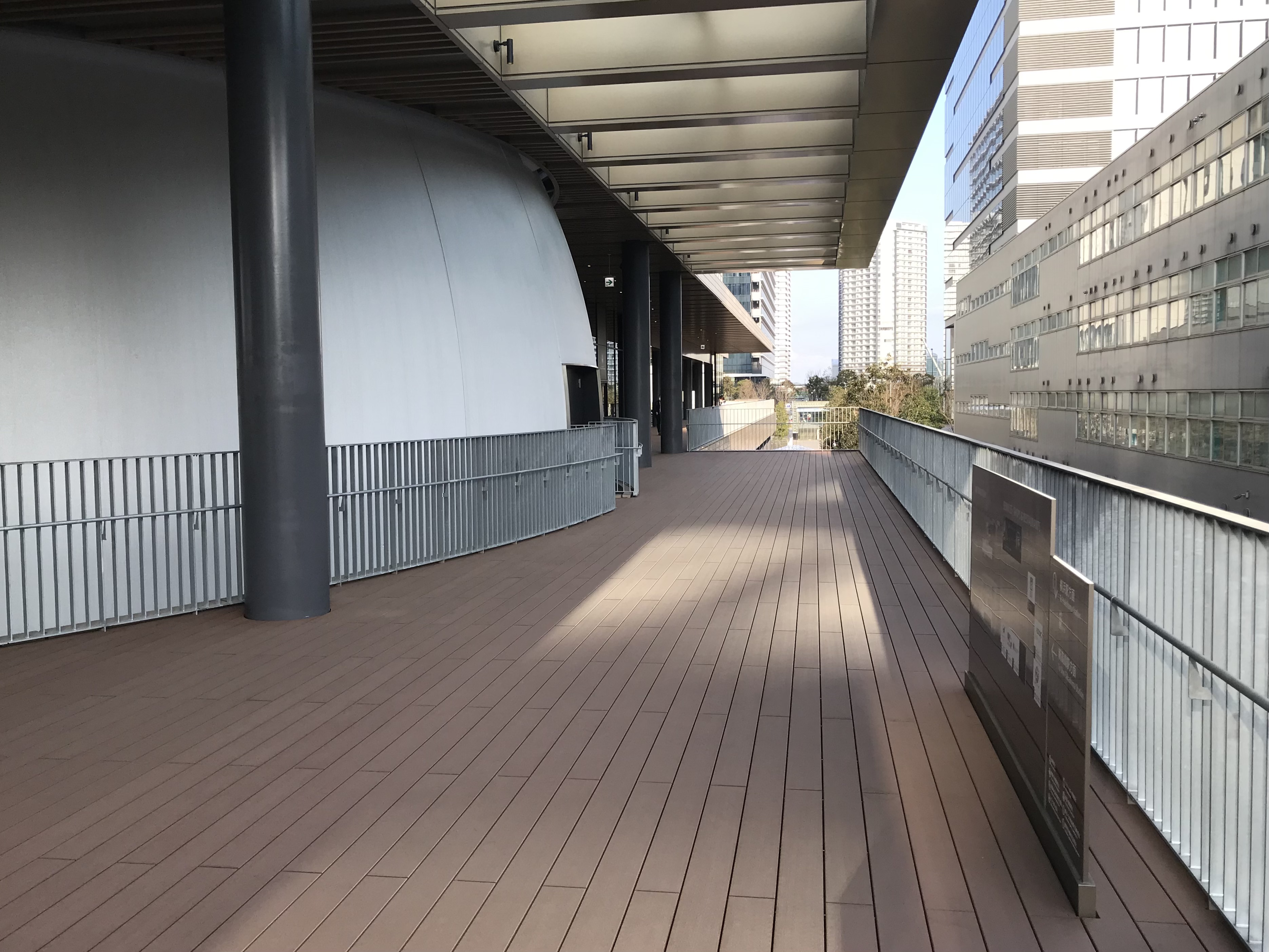
テラスモールのデッキ2階部分、プラネタリウムの開業と同日に開通 （2022年3月24日/※開通日に撮影）
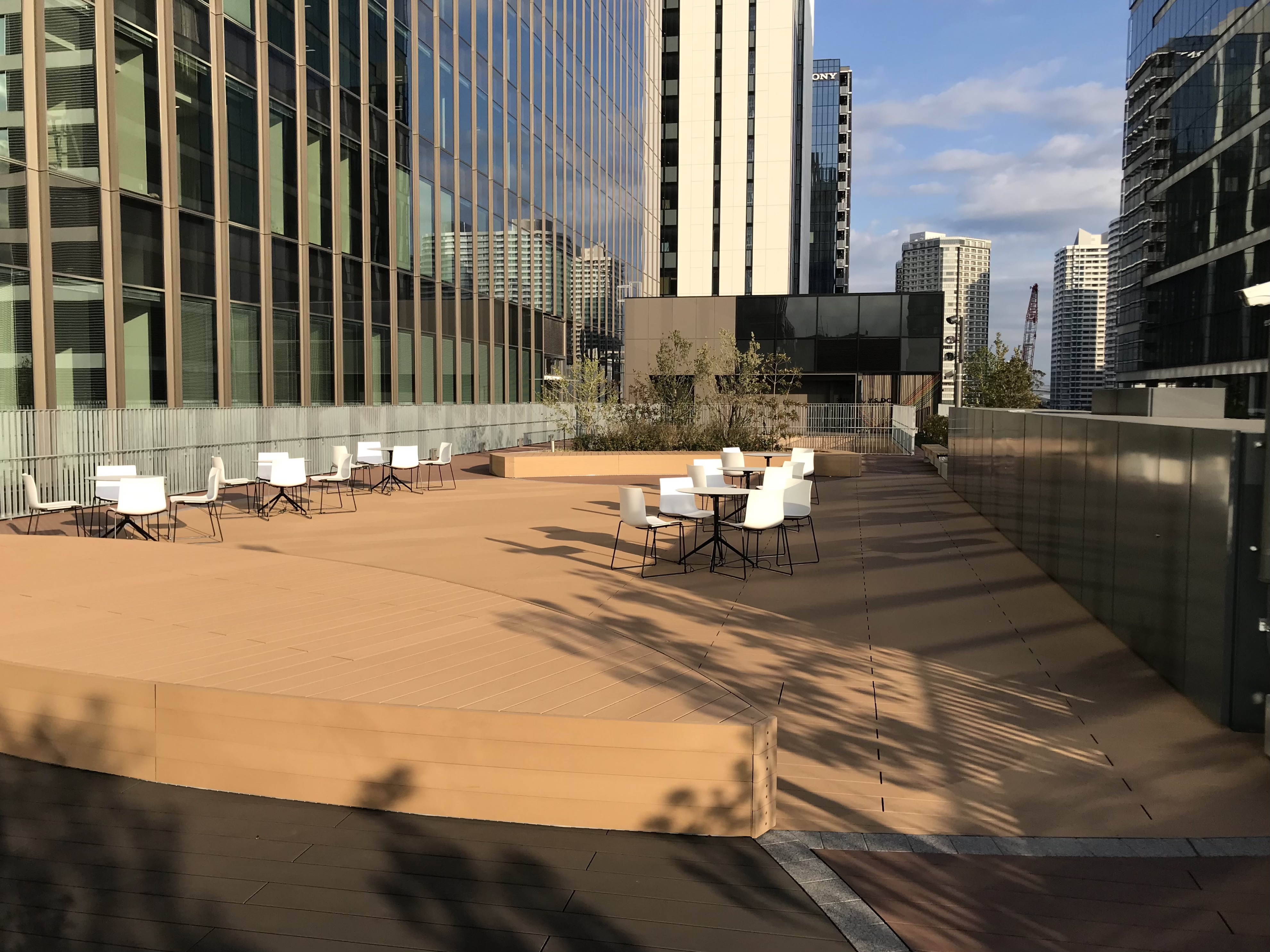
最上部（3階）の屋上庭園「アーバンテラス」 （2021年12月22日）
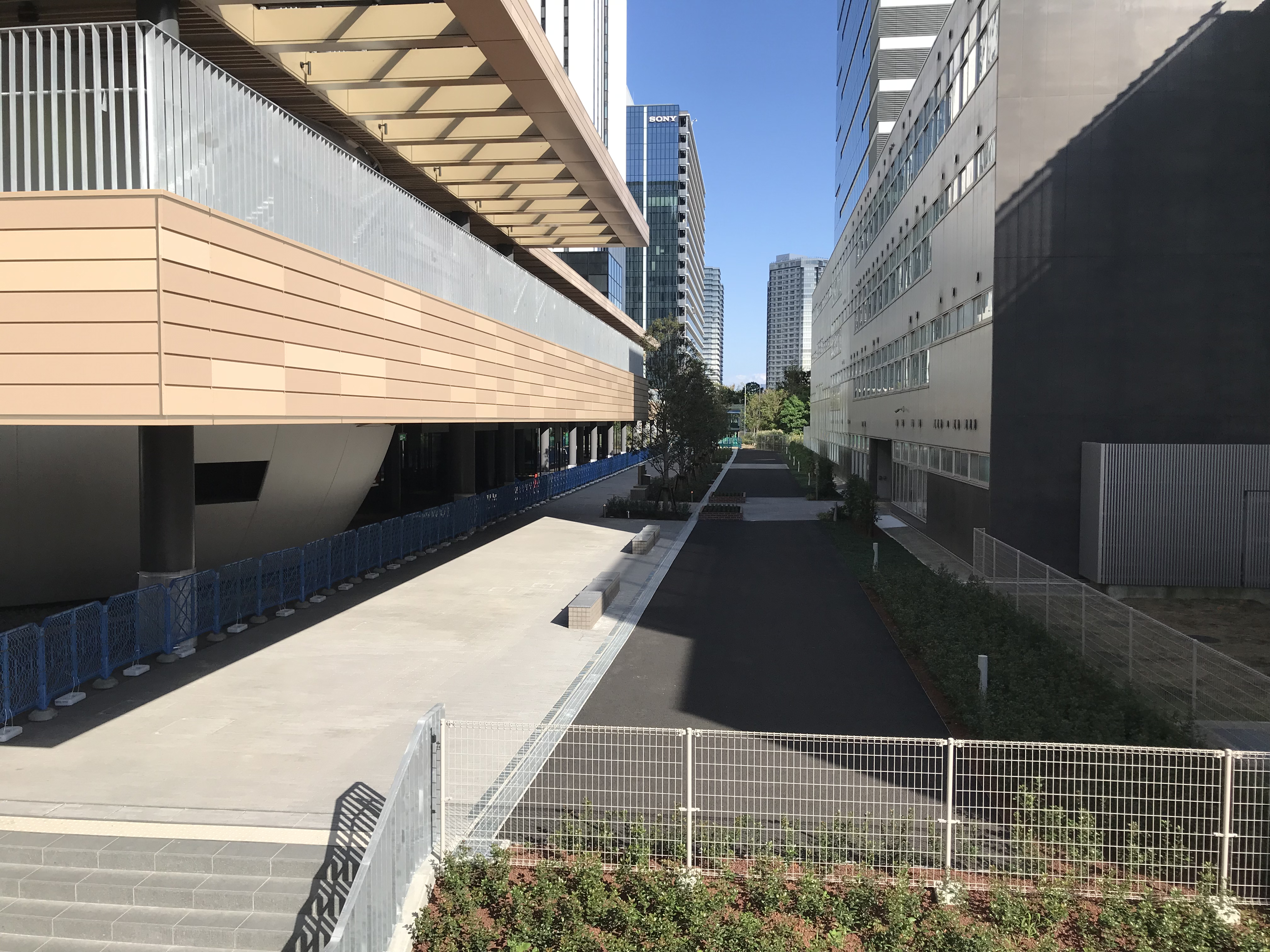
当ビルとみなとみらい本町小学校の間に整備された歩行者動線のキング軸を西端側より撮影 （2021年10月15日/※同時点で通行不可）
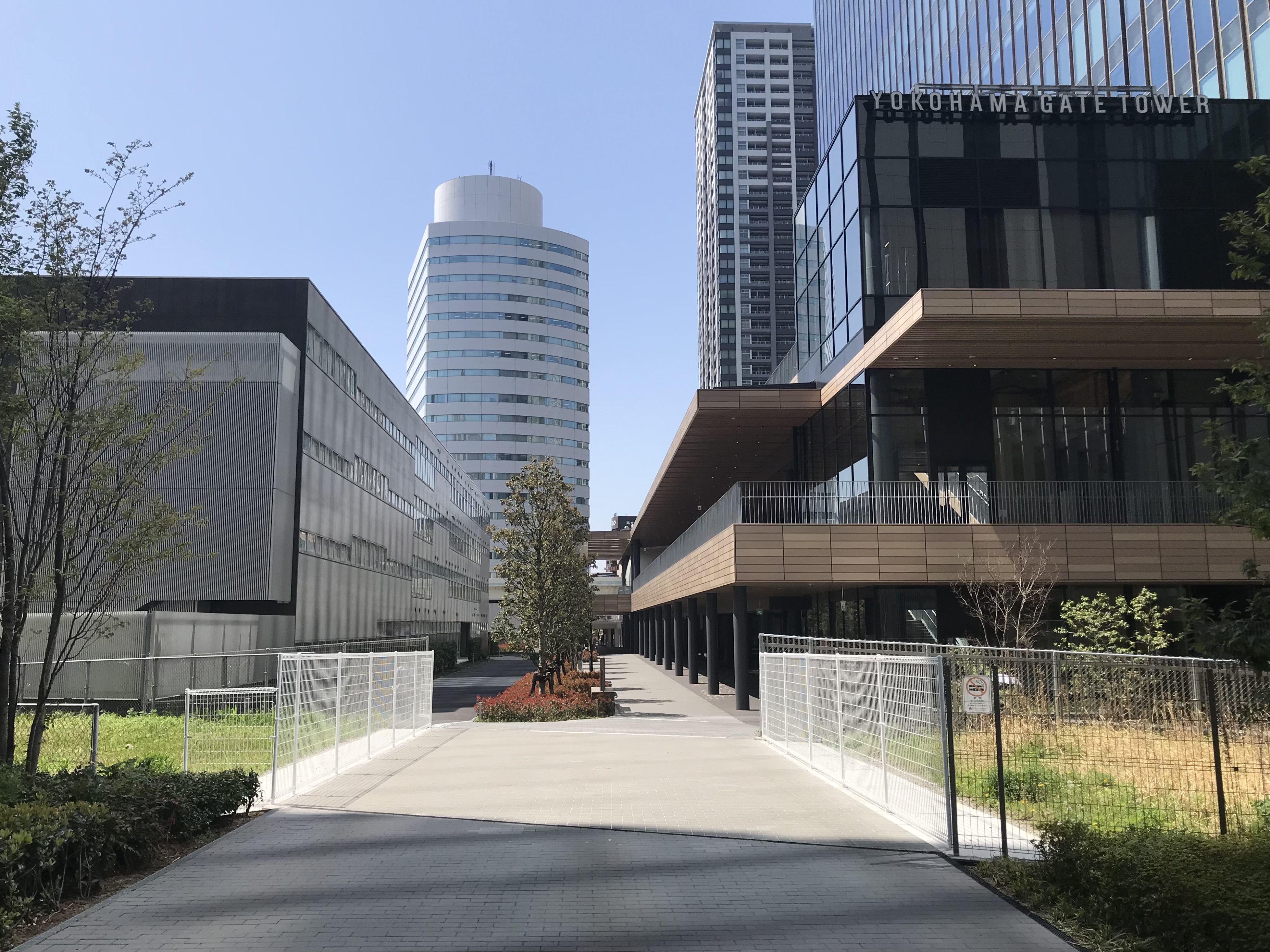
同じくキング軸を京急グループ本社がある東側より撮影 （2022年4月12日）
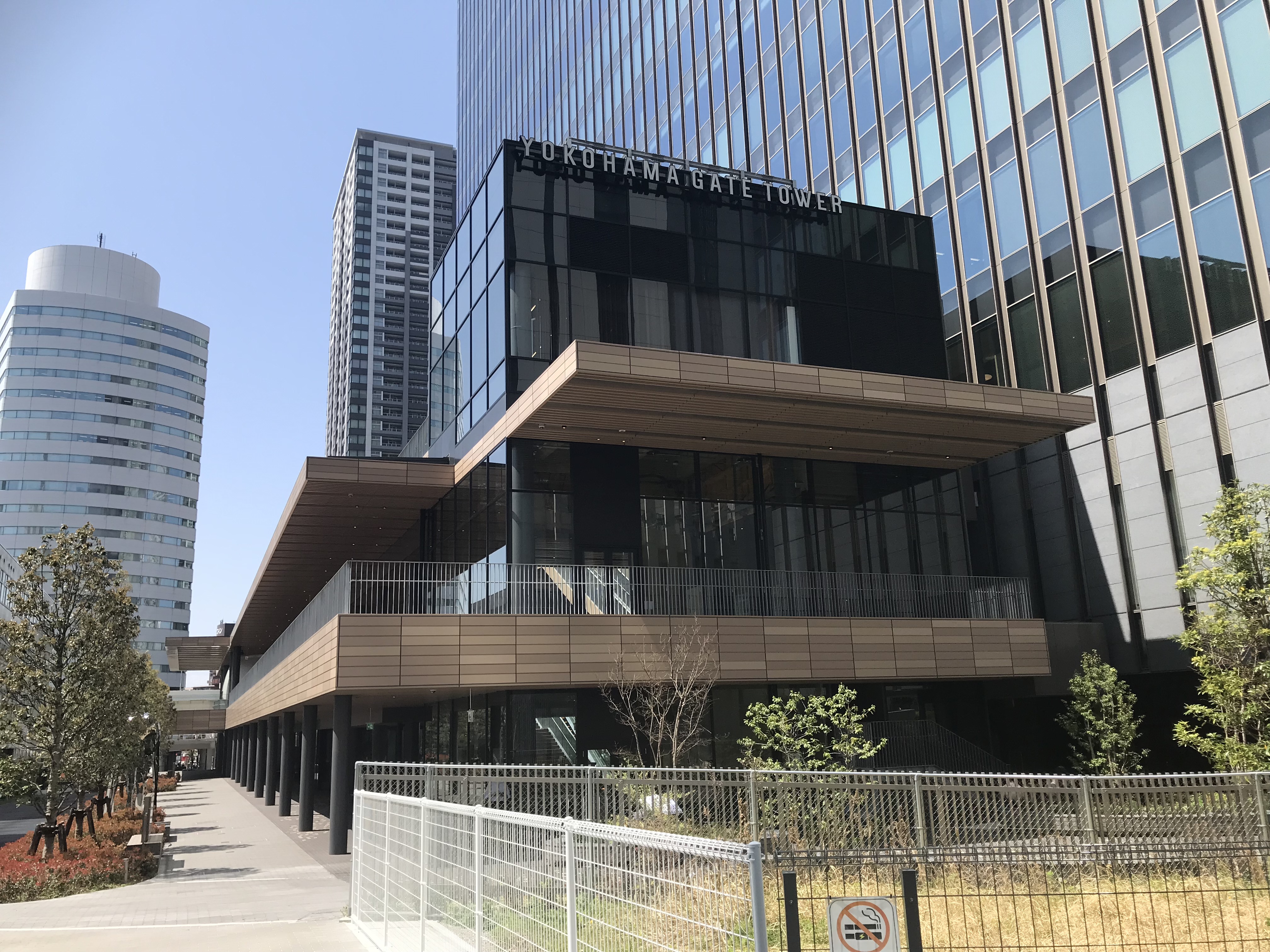
キング軸沿いに整備されたテラスモールにはテナントなども入る （2022年4月12日）
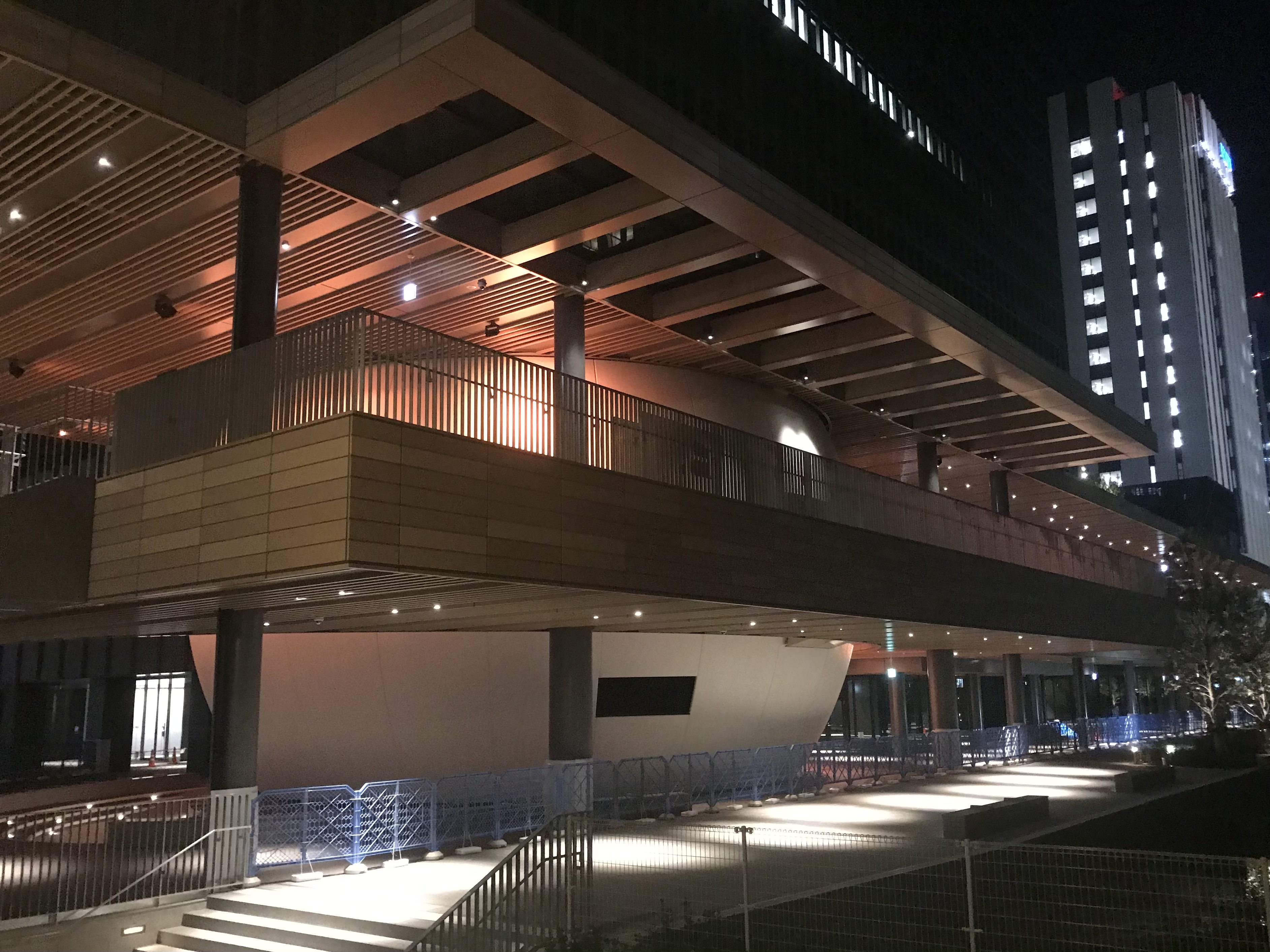
テラスモールおよびキング軸とプラネタリウムドームのライトアップ （2021年10月28日/※同時点で通行不可）

景観特性

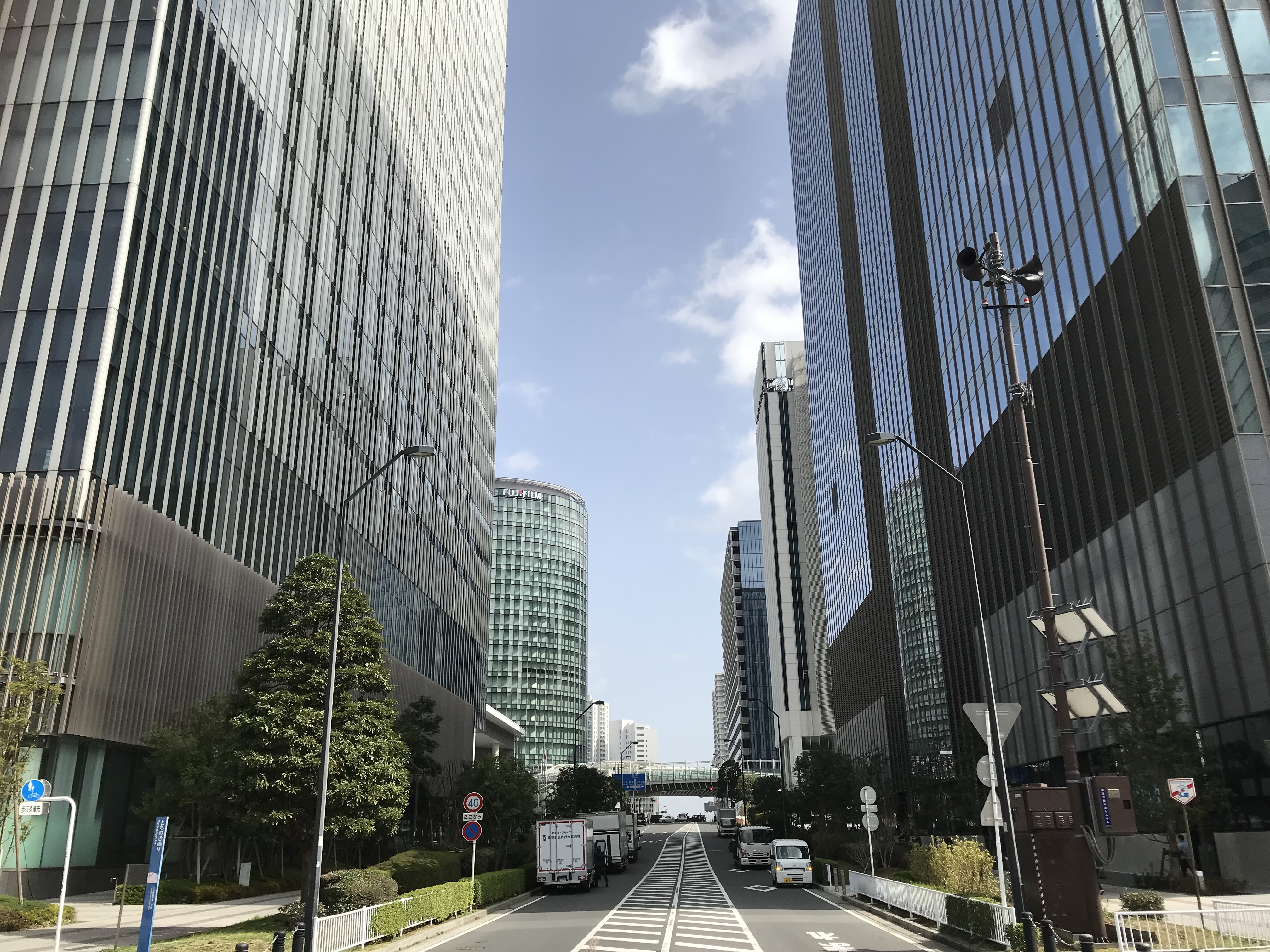
当ビルは横浜三井ビルディング（左側）と西面配置を揃えており、海側に向かって伸びるとちのき通り（中央）の門（ゲート）に見立てている[26][27]（2022年3月16日）